# サン・ジョゼフAOC
サン・ジョゼフ(Saint-Joseph)は、ローヌ＝アルプ地域圏ロワール県からプロヴァンス＝アルプ＝コート・ダジュール地域圏アルデシュ県にかけての、ローヌ川の右岸におよそ60kmに亙って伸びているロ―ヌ
ワインのサーチである。1956年に、AOCの指定を受けている。

## ワイン
トゥルノン＝シュル＝ローヌの町を中心に、30のコミューンの1,000haあまりの畑でぶどうが作られている。
いわゆるローヌ北部の栽培地域のなかでは、対岸のクローズ＝エルミタージュと並んで生産量が多い。わずかに白ワインも作られているが、ほとんどがシラー種を90％以上使った赤ワインで、チョコレートやヴァニラのロースト香、火を通した果実のニュアンスと、力強い味わいを持っている。やや手ごろな価格で、ローヌ北部のワインの典型性を味わいたい人には、申し分のないワインである。